# Stendardo presidenziale dell'Azerbaigian

Stendardo presidenziale dell'Azerbaigian

Lo stendardo presidenziale dell'Azerbaigian (in azero: Azərbaycan Respublikası Prezidentinin ştandartı (bayrağı) ) è il vessillo distintivo della presenza del presidente dell'Azerbaigian.

## Storia
Lo stendardo del Presidente dell'Azerbaigian è stata confermata con il decreto №828 del Presidente dell'Azerbaigian su "Stendardo (bandiera) del Presidente della Repubblica dell'Azerbaigian" datato 15 settembre 2008.
Il decreto è entrato in vigore lo stesso giorno della sua emissione.

## Descrizione
Descrizione dello stendardo del Presidente della Repubblica dell'Azerbaigian è stato anche approvato nel decreto presidenziale. Lo stendardo è di forma quadrata bilaterale, che consiste di tre strisce orizzontali ugualmente larghe. I colori delle strisce sono identici ai colori della bandiera dell'Azerbaigian: blu, rosso e verde. Lo stendardo tricolore è incorniciato da frangia dorata.
Su entrambi i lati della striscia rossa c'è un'immagine di stemma dello stato della Repubblica dell'Azerbaigian. Sull'asta della bandiera del Presidente della Repubblica dell'Azerbaigian c'è una graffa d'argento, su quale sono incisi - il cognome, il nome e il patronimico del Presidente della Repubblica dell'Azerbaigian e le date che riflettono il periodo della sua elezione come Presidente della Repubblica di Azerbaigian. Sulla sommità dell'asta di bandiera c'è una punta metallica a forma di mezzaluna con stella a otto punte.

## Uso

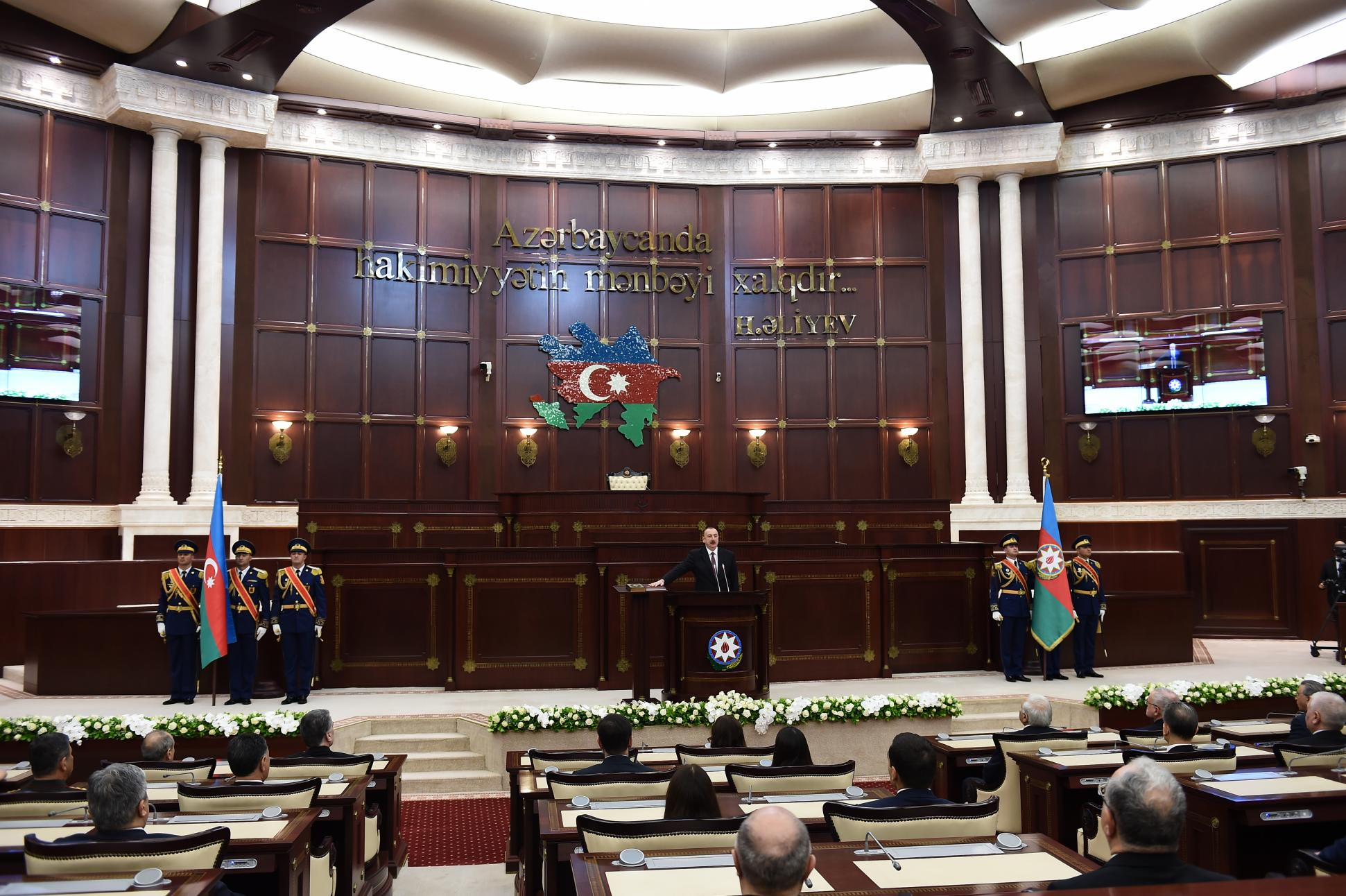
Cerimonia d'inaugurazione del Presidente dell'Azerbaigian con la Bandiera dell'Azerbaigian (a sinistra) e lo stendardo presidenziale (a destra)

Secondo il decreto, l'originale dello stendardo del Presidente della Repubblica dell'Azerbaigian dovrebbe essere conservato nell'ufficio del Presidente nel Palazzo Presidenziale.
Duplicati dello stendardo presidenziale possono essere collocati, appesi o rialzati:
- Durante la cerimonia di inaugurazione del Presidente[5];
- Sopra il palazzo del Presidente;
- Sopra le residenze presidenziali;
- Nel palazzo del Presidente;
- Nelle residenze presidenziali;
- Nei salotti e nelle sale previste per lo svolgimento di eventi ufficiali con la partecipazione del Presidente
- Sopra gli edifici previsti per eventi ufficiali e altre cerimonie con la partecipazione del Presidente;
- Sui veicoli (automobili) del Presidente.